# روبرت هيل حنا
روبرت هيل حنا هو عسكري كندي، ولد في 6 أغسطس 1887 في Kilkeel ‏ في المملكة المتحدة، وتوفي في 15 يونيو 1967 في Mount Lehman, Abbotsford ‏ في كندا.